# Pomme (St. Lucia)
Pomme (dt.: „Apfel“) ist ein Ort im Quarter (Distrikt) Vieux Fort im Süden des Inselstaates St. Lucia in der Karibik. 

## Geographie
Der Ort liegt an der Westgrenze des Quarters zum Nachbardistrikt Laborie, im Tal der Grande Rivière de l’Anse Noire. Im Umkreis liegen die Siedlungen Macdomel und Augier (N), St. Jude’s Highway (NO), Cantonement (O), Black Bay (S), sowie H’Erelle (W) im Quarter Laborie.

## Klima
Nach dem Köppen-Geiger-System zeichnet sich Pomme durch ein tropisches Klima mit der Kurzbezeichnung Af aus.